# ロード・オブ・ザ・リベンジ
ロード・オブ・ザ・リベンジ（SWEET REVENGE DIE! DIE! DIE!）は、ゴードン・マクレーナン監督のアクション映画。主婦とギャング団の抗争を描く。主演はブリジット・バーコとリチャード・グリエコ。ブリジットは主題歌「スィートリベンジ」も担当し自身が歌っている。夫が妻と幼い娘の目の前で人質にされるなど世界の映画史でも珍しい描写があるのが特徴。

## ストーリー
医者の夫に不満を持っている妻メイシー（ブリジット・バーコ）は麻薬に溺れた挙句に離婚し、ギャングのボスであるフランク（リチャード・グリエコ）と恋に落ち、夫と娘を裏切ってフランクの悪事を手伝うことになる。しかし、メイシーはフランクに裏切られてしまい車ごと殺されかける。車の爆発前になんとか脱出し助かったメイシーであったが、窃盗罪に問われ長い刑務所生活を余儀なくされてしまう。心身共に傷いたメイシーはフランクへの復讐と仕事の分け前を奪うことを決意する。出所後、あの手この手でフランクの居場所を突き止めたメイシーはフランクに分け前である15万ドルを貰うために連絡をとる。しかし、フランクの元恋人であるグロリア（ヘザー・ヒル）がメイシーを匿っていることをフランクに教えてしまい、現れたレッドによりグロリアは射殺され、メイシーもレッドの足を撃つも自身も脇腹を撃たれて負傷する。その後、メイシーは助けを求めてマット（グレッグ・エヴィガン）の病院に駆け込む。再会したメイシーにマットは自分の別荘で療養するように薦め、再び夫婦としてやり直さないかと提案し別荘に匿うことを決意する。初めは娘であるマギー（エマ・スカイ）と仲良くするマットに嫉妬するメイシーであったが、マットが別荘に連れて来たマギーとの交流により少しずつ変わっていく。メイシーは15万ドルを手に入れ自らを守るためにフランクと戦うことを改めて決意。しかし、そのことでメイシーの家族である幼い娘であるマギーと夫のマットがフランクの一味から狙われてしまいメイシー達家族はギャングの抗争に巻き込まれていく。そして、メイシー、夫、ギャング団という三つ巴の戦いが展開されていく・・・。果たして最後に笑うのは？

## 登場人物
- メイシー・サイモン/ビッキー（旧姓は不明）：ブリジット・バーコ

本作の主人公で医者の夫に不満を持っている主婦。夫と離婚したある日、出会ったギャングのボスであるフランクと恋に落ちフランクの仕事である他のギャング団の殲滅を手伝うようになるが、フランクに裏切られ復讐を決意する。夫は少々蔑ろにしているが、娘のことだけは愛しており命懸けで守ろうとする。そのため、マギーと仲の良い夫のマットに対しては激しく嫉妬していた。マットとは会うたびに口喧嘩するものの互いに一番理解し合っている。終盤では自分が本当に大事なのは夫のマットと娘であるマギーだと気づき、別荘で決着をつけるべくフランクと対峙し、背後からフランクからの鉄パイプの一撃を背中に受け、重傷を負うもフランクの胸にナイフを突き刺して倒すことに成功。一時は死に掛けるもマットの心臓マッサージと人工呼吸。さらに、マギーの呼びかけにより一命を取り留める。その後、マットともよりを戻したらしくマギーと共に公園に遊びに来ていた。その際に居合わせた老婆にマギーを「2度と手放さない」と言っていた。フランクから受けた傷からなんらかの脳の障害を一時的に患っており陽光や強い光を嫌う。長身ながらも少女と変わらないほど細身かつ小柄であるが、腕力は強くフランクのギャング団との戦いではほとんど無敵であり、ラストのフランク以外には苦戦すらしていない。性格は気が強いものの優しさもあり悪人でも人は殺せなかった。マットによると結婚生活時は家の中でも常に裸であったという。趣味は絵を描くことである。演じたブリジットのインタビューによると「メイシーは麻薬に溺れ悪い男に引っかかったが最後にはその中で一番の大切なものが娘だと気づく」というキャラクターであるとのこと。ビッキーはレッドを騙すために使った偽名。
- フランク：リチャード・グリエコ

ギャングのボスでメイシーと恋に落ち、メイシーに対立するギャング団の殲滅の仕事を行わせるが、メイシーを利用して裏切りメイシーの復讐の対象となる。普段ははボクシングジムを営んでいるが、裏では不動産関係の不正を働いており相棒のダンも騙して売り上げをくすねていた。メイシーを裏切ったもののマットと同様にメイシーを愛してもいるため愛憎交じりの複雑な感情を抱いており、メイシーを殺すことは躊躇っていた。最終的にはメイシーにより自身の組織は壊滅させられた挙句、ラストでメイシーを背後から不意打ちし、重傷を負わせるが止めを刺さなかったことが仇となり、メイシーによりナイフを胸に突き刺され絶命した。裏切ったとはいえメイシーに対しては未練タラタラでメイシーがベッドで裸にシーツを纏った姿で写っている写真を常に持ち歩いている。
- マット・サイモン：グレッグ・エヴィガン

メイシーの夫で医者。仕事にかまけて愛するメイシーを蔑ろにしており、そのことでメイシーが窃盗罪により逮捕されたことに責任を感じ、出所したメイシーとなんとか和解しようとする。別荘に襲撃してきたフランク達により同じ場所に幼い娘がいるにもかかわらず人質にされてしまう。最終的にはメイシーがフランクと恋したことも、フランクの悪事に加担していたことも知るが、全てを許すことを決断し戦いでは活躍できなかったが重傷のメイシーを救うことに成功する。その後、よりを戻した模様。
- マギー・サイモン：エマ・スカイ

メイシーとマットの娘の幼い美少女。髪の色は両親とは違い金髪である。メイシーとマットの唯一の支えであり互いに大事にされている。ラストでは必死の呼びかけによりマットと共にメイシーを救う。その後、メイシーと共に公園で遊びに来ていた。絵を描くことが好き。
- ダン：ロブ・ロイ

フランクの相棒で共同で不動産関係の悪事を行っている。フランクやレッドと違い冷静沈着かつ紳士的な性格。メイシーとフランクの争いを知りメイシーを舐めきったフランクに「オレ達、全員やられるぞ」と予言するがその通りとなる。最終的にメイシーにフランクに騙されていることを暴露された後マットの別荘におびき出され、レッドを射殺するがフランクに胸を撃たれ死亡した模様。
- レッド：ショーン・ホイ

フランクの仲間でフランクをトレーナーとし、普段はボクサーをやっている。フランクと同様に冷酷な性格だがどこかマヌケ。部屋にはボクサーとして勝利を収めた際のトロフィーを大量に飾っている。メイシーに足を撃たれたり、メイシーが変装したビッキーにビンで殴られたりと散々な目に合い結局は内部抗争でダンに射殺される。
- グロリア：ヘザー・ヒル

フランクがメイシーを捨てた後に付き合っていたフランクの元恋人。メイシーを一晩だけ泊めるという条件で自宅に匿うが、巻き添えを食うのを恐れメイシーを裏切り、メイシーの命を狙うフランクにメイシーを匿っていることを教えるが、連絡を受けて現れたレッドにライフルで撃たれてしまう。メイシーがすぐに助けに駆けつけるが既に死亡していた。

## キャスト
- ブリジット・バーコ：メイシー・サイモン
- リチャード・グリエコ：フランク
- グレッグ・エヴィガン：マット・サイモン
- エマ・スカイ：マギー・サイモン